# 吉涅库尔
吉涅库尔（法語：Guignecourt，法語發音：[ɡiɲkuʁ]）是法国瓦兹省的一个市镇，属于博韦区。

## 地理
吉涅库尔（49°28'57"N, 2°7'45"E）面积4.62 平方千米，位于法国上法蘭西大區瓦兹省，该省份为法国北部内陆省份，北起索姆省，西接厄尔省和滨海塞纳省，南至塞纳-马恩省和瓦兹河谷省，东临埃纳省。
与吉涅库尔接壤的市镇（或旧市镇、城区）包括：邦利耶、方丹圣吕西安、迈松塞勒圣皮埃尔、蒂耶、韦尔德雷勒-莱索克斯。

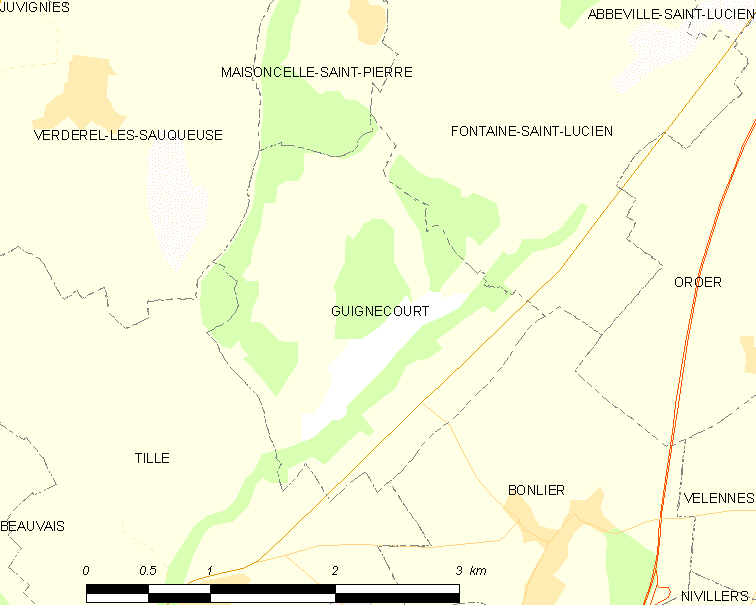
吉涅库尔的OSM定位图

吉涅库尔的时区为UTC+01:00、UTC+02:00（夏令时）。

## 行政
吉涅库尔的邮政编码为60480，INSEE市镇编码为60290。

## 政治
吉涅库尔所属的省级选区为穆伊县。

## 人口

1962-2008年间吉涅库尔人口变化图示

吉涅库尔于2022年1月1日时的人口数量为386人。